# Goszczędza
Goszczędza – wieś w Polsce położona w województwie łódzkim, w powiecie łęczyckim, w gminie Grabów.
Wieś szlachecka Gościędza położona była w drugiej połowie XVI wieku w powiecie łęczyckim województwa łęczyckiego. W latach 1975–1998 miejscowość administracyjnie należała do województwa konińskiego.